# Bundesstraße 479
Pour les articles homonymes, voir Route 479.
La Bundesstraße 479 est une ancienne Bundesstraße dans le Land de Rhénanie-du-Nord-Westphalie.

## Géographie
Elle commençait au croisement avec la Bundesstraße 1 à Werl et menait par Ense à Neheim-Hüsten.

## Histoire
En raison de la construction de la Bundesautobahn 445, la B 479 devient superflue en tant que Bundesstraße et est requalifiée en L 732 entre Ense-Bremen et Neheim. La partie nord entre Werl et Ense-Bremen devient une section de la Bundesstraße 516.